# Juli Indus
Juli Indus (en llatí Julius Indus) era un noble gal de la tribu dels trèvers que tenia la ciutadania romana. L'any 21 aC va ajudar els romans a esclafar una revolta dels mateixos trèvers dirigits per Juli Flor i els hedus, que tenien per cap Juli Sacrovir. Liderà la unitat auxiliar de cavalleria Ala Gallorum Indiana, que possiblement va formar part de les forces que van participar en la invasió de Britànnia en temps de l'emperador Claudi.
La seva filla, Júlia Pacata, es va casar amb el procurador romà de Britànnia, Juli Glassicià.